# Nombre de Bagnold
Pour les articles homonymes, voir Bagnold.
Le nombre de Bagnold {\displaystyle (Ba)} est un nombre sans dimension utilisé en rhéologie. Il est utilisé pour caractériser l'écoulement de grains de sable et permet notamment de déterminer à partir de quelles conditions l'écoulement passe d'un fluide à seuil à celui d'un fluide granulaire où l'énergie est dissipée par choc entre les grains et non plus par frottement. Il représente le rapport entre l'énergie cinétique dissipée et l'énergie dissipée par choc entre les grains de sable.
Ce nombre porte le nom de Ralph A. Bagnold, officier et ingénieur britannique.
On le définit de la manière suivante :
{\displaystyle Ba={\frac {m\,\gamma }{2\,L_{c}\,\mu }}}
avec :
- m - Masse d'un grain
- γ - Gradient de vitesse en fonction de la distance
- Lc - Longueur caractéristique
- μ - Viscosité du fluide contenant les grains

Lorsque le nombre de Bagnold est supérieur à 450, l'écoulement a un régime granulaire et lorsqu'il est inférieur à 40, le régime est visqueux.
D'autres sources, calculent le nombre de Bagnold de la manière suivante :
{\displaystyle Ba={\frac {3\,C\,\rho _{f}\,v^{2}}{4\,d_{p}\,\rho _{p}\,g}}}
avec :
- C - constante
- ρf - masse volumique du fluide
- vc - vitesse du fluide
- dp - diamètre des particules
- ρp - masse volumique des particules
- g - accélération gravitationnelle